# ラストダンスは私に
「ラストダンスは私に」（英語：Save the Last Dance for Me）は、アメリカのコーラス・グループドリフターズの楽曲。レコード発売当時のリード・ボーカルは、その後間もなくグループを脱退するベン・E・キング。日本では越路吹雪が歌唱したものがヒットしたことによって知られている（岩谷時子による日本語詞）。

## 概要
作詞者のドク・ポーマスは本楽曲を作詞した当時、小児麻痺の影響で脚に金具を付け両手で松葉杖をついて歩くという状態にあったため片手を女性の手に添え、もう片方の手は相手の肩か腰に当てて、ダンスを踊るということができなかった。でも、女性に手を取ってもらい肩に手を当ててもらいながら、自分は松葉杖をついてでも動くから、ラストダンスだけは私のために残して置いてくれ、そして一緒に踊ろう、というドク・ポーマスの思いが詞に込められているという。
オリジナルがヒットしたこともあって世界中で数多くの歌手によって歌われており、アメリカ国内では1983年にドリー・パートン、2006年にマイケル・ブーブレがそれぞれシングルとしてカバーした。
ポール・マッカートニーは、ドリフターズのヴァージョンを聴きながらビートルズの楽曲「ヘイ・ジュード」を作曲したというエピソードがある。これを元に、1981年にはザ・キングトーンズが大瀧詠一プロデュースで、2つの楽曲をシンクロさせたシングル「ラストダンスはヘイジュード」をリリースしている。
日本では越路吹雪が歌唱していることなどから、シャンソンと思われることが多い。本楽曲はアメリカ生まれであり、本来はシャンソンという分類には入らないが、フランスの歌手ダリダやダニエル・ダリューがフランス語の訳詞でヒットさせたため、シャンソンに分類されることもある。

## 日本での歌唱

### 越路吹雪のシングル
日本では岩谷時子の訳詞により越路吹雪が歌ったものが特に有名である。越路のシングルは50万枚または1965年5月時点で80万枚を売り上げるヒットとなり、『愛の讃歌』『サン・トワ・マミー』などとともに越路の代表曲の一つとなっている。
NHK紅白歌合戦では1961年の『第12回NHK紅白歌合戦』、および1963年の『第14回NHK紅白歌合戦』と越路によって2回歌唱されている。
原詞では男性の目線で描かれ、男性が女性に話しかける歌詞になっているが、岩谷時子による訳詞では越路が歌唱するにあたって女性の目線で描かれ、女性が男性に話しかける歌詞になっている。
越路の歌唱による音源は、オリジナルシングルに収録されている藤家虹二の編曲によるモノラル版と、後年収録された内藤法美（越路の夫）の編曲によるステレオ版の二種類のアレンジが存在する。越路の没後に発売されたベストアルバムやカラオケ、テレビ番組の特集などでは内藤の編曲によるステレオ版が主に用いられており、こちらのほうがより広く親しまれている。
フジテレビのドラマ『古畑任三郎』の主人公・古畑任三郎は本楽曲を数少ない歌のレパートリーとしており、ドラマ内でも歌唱されている。また、同ドラマの第42回のサブタイトルは本楽曲のタイトルが使われた「ラスト・ダンス」であり、同回のドラマ内でも本楽曲が使われている。
NHK連続テレビ小説の『てるてる家族』第90話でも本楽曲が使用された。
テレビ朝日系列ドラマ『越路吹雪物語』主題歌、大地真央と瀧本美織が歌唱。

#### 収録曲
1. ラストダンスは私に - Garde-moi la dernière danse - Save the last dance for me
  - 作詞：岩谷時子、作曲：モルト・シューマン、編曲：藤家虹二、演奏：藤家虹二セクステット
2. 月影のマジョルカ - C'est écrit dans le ciel - It is written in the sky
  - 作詞：岩谷時子、作曲：アルストーン (Alex Alstone)、編曲：内藤法美、コーラス：デューク・エイセス、演奏：内藤法美とクレールド・シャルム

## 主なカバー一覧

### 世界のカバー
- バック・オーウェンス・アンド・ヒズ・バッカルーズ - 1962年『トゥギャザー・アゲイン』収録。ビルボード・カントリー・チャート最高11位。
- スウィンギング・ブルー・ジーンズ
- ジェリー・リー・ルイス
- ジミー・ジャスティス
- ドリー・パートン
- アイク&ティナ・ターナー
- ダリダ
- ダニエル・ダリュー
- マイケル・ブーブレ
- ライチャス・ブラザーズ
- エミルー・ハリス
- ハリー・ニルソン
- ブルース・ウィリス

### 日本のカバー
※50音順
- 越路吹雪 - シングル。詳細は上述の通り。
- 青江三奈
- Acid Black Cherry - カバー・アルバム『recreation 2』に収録
- 安奈淳 - 越路吹雪トリビュート・アルバム『越路吹雪に捧ぐ』（2016年12月21日発売）に収録[5]
- THE NEATBEATS-アルバム『EVERYBODY NEED!』に収録
- 石田長生 - トレスアミーゴス『トレスアミーゴス』に収録
- 今井翼
- 今井美樹 - シングル『memories』に収録
- 一路真輝
- 上田正樹
- 大友康平
- 金井克子
- 岸洋子
- 木の実ナナ - アルバム『show Girlの時間旅行～my Favorite Songs』に収録
- クミコ - アルバム『クミコ・ベスト わが麗しき恋物語』に収録
- 越美晴 - アルバム『echo de MIHARU』に収録
- 三條正人
- 菅原洋一
- 寿美花代 - 歌詞は越路のものと全く異なる
- チカブーン - 1993年8月21日発売シングルでカバー
- 寺尾聰 - プライムリッチ（アサヒビール）のCMにてカバー
- 中森明菜
- 萩原健一 - 映画「いつかギラギラする日」のエンディングで使用。徳間ジャパンよりシングルリリース
- 八反安未果 - アルバム『忘れないわ』に収録
- 浜田真理子
- ハンバート ハンバート×COOL WISE MAN - アルバム『ハンバート・ワイズマン!』に収録
- 福山雅治 - アルバム『「福山エンヂニヤリング」サウンドトラック The Golden Oldies』に収録
- PUSHIM - カバーアルバム『THE ノスタルジックス』に収録[6]
- 舟木一夫
- フランク永井
- 真帆志ぶき
- 美川憲一 - 35周年記念盤『越路吹雪さんに捧ぐ』に収録
- 美空ひばり - アルバム『愛の讃歌』に収録
- 美輪明宏
- 柳ジョージ - 『Music On My Mind』に収録
- 由紀さおり - 『VOICE Ⅱ』に収録。※坂本冬美とのデュエット